# Patto educativo di corresponsabilità
Il patto educativo di corresponsabilità è un documento scolastico, sottoscritto dal dirigente scolastico, dallo studente, e dalla famiglia. Esso disciplina i diritti e i doveri delle parti nel rapporto scuola-famiglia durante il percorso educativo dello studente. Coinvolge l’intero corpo docenti, il personale ATA, le famiglie e gli studenti in un reciproco senso di responsabilità  

## Contenuto
Il patto è uno strumento flessibile, non standardizzato, declinabile in base al contesto socio-culturale in cui opera la scuola, alle caratteristiche della scuola stessa e alla fascia di età dei ragazzi cui si riferisce.
Ogni Istituto, vista l’autonomia scolastica, redige un proprio Patto educativo di corresponsabilità che deve essere approvato dal Consiglio di istituto (tale organo può anche essere preposto alla stesura del documento). Ogni eventuale modifica deve essere richiesta e apportata entro quindici giorni dall’inizio dell’anno scolastico. La scuola può pubblicarlo sul proprio sito web.
Il Patto viene sottoscritto da genitori e studenti (se frequentanti scuola secondaria di II grado) al momento dell’iscrizione alla specifica Istituzione scolastica.
I reciproci impegni che si assumono le parti riguardano l’offerta formativa, la relazionalità, la partecipazione e gli interventi educativi.
La scuola si impegna a:
- offrire allo studente un piano formativo che garantisca il suo successo e la valorizzazione della sua persona

- creare un clima di solidarietà, collaborazione, dialogo e rispetto reciproco

- predisporre ambienti coinvolgenti per lo studente

- far rispettare le regole (intervenendo, se necessario, con provvedimenti disciplinari) e tenere aggiornata la famiglia sull’andamento didattico-disciplinare del ragazzo

La famiglia si impegna a:
- condividere il piano formativo della scuola anche dialogandone col proprio figlio

- condividere le linee educative della scuola

- tenersi informata sul percorso formativo del proprio figlio

- responsabilizzare il ragazzo a un comportamento rispettoso e a prestare attenzione alle comunicazioni provenienti dalla scuola (invitando il ragazzo a riflettere e a modificare i suoi atteggiamenti in caso di provvedimenti disciplinari)

Lo studente si impegna a:
- condividere il piano educativo

- rispettare l’ambiente scolastico

- assumere un comportamento di reciprocità, rispetto e solidarietà

- prendere atto di eventuali provvedimenti disciplinari

## Iter legislativo del patto educativo di corresponsabilità
Il primo passo verso il coinvolgimento di studenti e genitori nella gestione della scuola risale al 1974. Il Decreto del Presidente della Repubblica n.416/74 prevedeva la partecipazione attiva di studenti, genitori e personale ATA nelle scelte scolastiche di obiettivi, interventi, risoluzione di problemi.
Negli anni ’80-’90 ci furono alcune iniziative con cui la scuola rese gli studenti partecipi del proprio percorso educativo in merito alla salute e al benessere scolastico: fu istituito un ufficio per educare alla salute presso ogni Provveditorato scolastico e nel 1985 ci fu il primo convegno per studenti di scuola secondaria superiore (Progetto Giovani 85) che permise loro di confrontarsi con esperti sulla prevenzione del disagio scolastico.
Del 1995 è il Contratto formativo, previsto dalla carta dei servizi scolastici (Decreto del Presidente del Consiglio dei ministri del 9 giugno 1995 lettera B) che coinvolge gli studenti e gli insegnanti in primis, ma anche la classe, il consiglio di classe e di interclasse. Nel decreto sono elencati i compiti spettanti agli insegnanti, agli studenti e alle famiglie.
Segue, nel 1998, lo Statuto delle studentesse e degli studenti (Decreto del Presidente della Repubblica 249 del 24 giugno 1998) che si proponeva di diffondere la cultura dei diritti e dei doveri tra studenti, docenti e personale ATA.
Il Patto educativo di corresponsabilità nasce nel 2007 dall’esigenza di far fronte ai numerosi episodi di bullismo, cyberbullismo e di atti violenti da parte dei genitori verso gli insegnanti.  Ha origine e viene disciplinato dal DPR 235 del 21 novembre 2007 –art.5bis (che è una modifica del DPR 249/98); entra in vigore il 2 gennaio 2008.
Con il Disegno di legge n.1264 del 1º agosto 2019 (art.7) il patto, inizialmente concepito soltanto per la scuola secondaria, viene esteso alla Scuola Primaria